# Marjorie Estiano
Marjorie Estiano (ur. 8 marca 1982 w Kurytybie) – brazylijska aktorka i piosenkarka.

## Filmografia

### Telewizja
- 2003: Malhação jako Fabiana
- 2004: Malhação jako Natasha Ferreira
- 2006: Na kartach życia (Páginas da Vida) jako Marina Andrade Rangel
- 2006: Sob Nova Direção jako Nely Li
- 2007: Dwie twarze (Duas Caras) jako Maria Paula Fonseca do Nascimento
- 2009: Droga do Indii (Caminho das Índias) jako Tônia (Antônia Cavinato)
- 2010: S.O.S. Emergência jako Flávia Menezes
- 2011: Amor em Quatro Atos jako Letícia
- 2011: Cine Conhecimento jako moderator
- 2011: A Vida da Gente jako Manuela Fonseca
- 2012: Lado a Lado jako Laura Assunção

### Film
- 2011: Malu de Bicicleta jako Sueli
- 2013: O Tempo e o Vento jako Bibiana
- 2014: Beatriz – entre a dor e o nada jako Beatriz
- 2014: Apneia jako Giovanna

## Teatr
- Clarisse (1999)
- Beijos, Escolhas e Bolhas de Sabão (2002-2003)
- Bárbara Não lhe Adora (2003)
- Corte Seco (2009-2010)
- Inverno da Luz Vermelha (2011)
- O desaparecimento do elefante (2012 – 2013)

## Dyskografia
- 2005: Marjorie Estiano (album)
- 2005: Marjorie Estiano e Banda (DVD)
- 2007: Flores, Amores e Blábláblá